# Joaquim Antão Fernandes Leão
Joaquim Antão Fernandes Leão (Conselheiro Lafaiete, 17 de janeiro de 1809 — 12 de abril de 1887) foi um advogado, magistrado, e político brasileiro, senador do Império do Brasil de 1871 a 1887.
Foi membro do Instituto de História e Geografia da Província de São Pedro.